# Football Club de Nantes 1965-1966
Questa voce raccoglie le informazioni riguardanti il Football Club de Nantes nelle competizioni ufficiali della stagione 1965-1966.

## Stagione
In apertura di stagione il Nantes ebbe modo di esordire sul palcoscenico europeo, giocando la Coppa dei Campioni: il cammino dei Canaris nella massima competizione continentale venne immediatamente arrestato dal Partizan, che vinse per 2-0 la gara di andata a Belgrado e rimontò uno svantaggio di due reti al ritorno.
In campionato il Nantes prese il comando solitario della classifica alla sesta giornata e, nel giro di poche giornate, ottenne ampi vantaggi sulle altre concorrenti, concludendo il girone di andata con cinque punti di distacco sulla seconda e arrivando nella seconda parte a +9 dal Bordeaux, ultima squadra rimasta in corsa per il titolo. Grazie a questo vantaggio, i Canaris poterono confermarsi campioni di Francia con tre turni di anticipo.
Il Nantes andò inoltre vicino alla conquista di una doppietta, raggiungendo la finale di Coppa di Francia contro lo Strasburgo, che tuttavia prevalse di misura.

## Maglie
| Manica sinistra · Manica sinistra · Maglietta · Maglietta · Manica destra · Manica destra · Pantaloncini · Calzettoni |

## Rosa
| N. |                    | Ruolo | Calciatore          |
| -- | ------------------ | ----- | ------------------- |
|    | Francia (bandiera) | P     | André Castel        |
|    | Francia (bandiera) | P     | Daniel Eon          |
|    | Francia (bandiera) | D     | Robert Budzynski    |
|    | Francia (bandiera) | D     | Gabriel De Michèle  |
|    | Francia (bandiera) | D     | Georges Grabowski   |
|    | Francia (bandiera) | D     | Yves Jort           |
|    | Francia (bandiera) | D     | Gilbert Le Chenadec |
|    | Francia (bandiera) | D     | Jean-Pierre Mourier |
|    | Francia (bandiera) | D     | Claude Robin        |
|    | Algeria (bandiera) | C     | Sadek Boukhalfa     |

| N. |                      | Ruolo | Calciatore           |
| -- | -------------------- | ----- | -------------------- |
|    | Francia (bandiera)   | C     | Gérard Géorgin       |
|    | Francia (bandiera)   | C     | François Magny       |
|    | Argentina (bandiera) | C     | Ramon Muller         |
|    | Francia (bandiera)   | C     | Jean-Claude Suaudeau |
|    | Francia (bandiera)   | A     | Bernard Blanchet     |
|    | Francia (bandiera)   | A     | Philippe Gondet      |
|    | Francia (bandiera)   | A     | Joël Prou            |
|    | Argentina (bandiera) | A     | Rafael Santos        |
|    | Francia (bandiera)   | A     | Jacky Simon          |
|    | Mali (bandiera)      | A     | Bako Touré           |

## Risultati

### Coppa dei Campioni
| Arbitro: | Francescon |

|                         |           |  |
| Galić 37’ Hasanagić 38’ | Marcatori |  |

| Arbitro: | Pintado Viu |

|                        |           |                         |
| Magny 32’ Blanchet 38’ | Marcatori | 43’ Kovačević 47’ Galić |

## Statistiche

### Andamento in campionato
| Giornata  | 1 | 2 | 3 | 4 | 5 | 6 | 7 | 8 | 9 | 10 | 11 | 12 | 13 | 14 | 15 | 16 | 17 | 18 | 19 | 20 | 21 | 22 | 23 | 24 | 25 | 26 | 27 | 28 | 29 | 30 | 31 | 32 | 33 | 34 | 35 | 36 | 37 | 38 |
| --------- | - | - | - | - | - | - | - | - | - | -- | -- | -- | -- | -- | -- | -- | -- | -- | -- | -- | -- | -- | -- | -- | -- | -- | -- | -- | -- | -- | -- | -- | -- | -- | -- | -- | -- | -- |
| Luogo     | C | C | T | C | T | T | C | T | C | T  | C  | T  | C  | T  | C  | T  | C  | T  | C  | T  | T  | C  | T  | C  | C  | T  | C  | T  | C  | T  | C  | T  | C  | T  | C  | T  | C  | T  |
| Posizione | 3 | 2 | 2 | 2 | 2 | 1 | 1 | 1 | 1 | 1  | 1  | 1  | 1  | 1  | 1  | 1  | 1  | 1  | 1  | 1  | 1  | 1  | 1  | 1  | 1  | 1  | 1  | 1  | 1  | 1  | 1  | 1  | 1  | 1  | 1  | 1  | 1  | 1  |
| Risultato | V | V | V | V | N | V | V | N | V | V  | V  | N  | V  | P  | V  | P  | V  | V  | V  | V  | N  | V  | N  | V  | N  | N  | V  | V  | V  | V  | N  | P  | V  | V  | V  | P  | V  | V  |

Fonte:  France » Ligue 1 1965/1966 » Schedule, su worldfootball.net.
Legenda:

Luogo: C = Casa; T = Trasferta. Risultato: V = Vittoria; N = Pareggio; P = Sconfitta.